# Coelichneumon albopilosellus
Coelichneumon albopilosellus är en stekelart som beskrevs av Cameron 1905. Coelichneumon albopilosellus ingår i släktet Coelichneumon och familjen brokparasitsteklar. Inga underarter finns listade i Catalogue of Life.